# Generali Open Kitzbühel 2023
Generali Open Kitzbühel 2023 — тенісний турнір, що проходив на ґрунтових кортах у місті Кіцбюель, Австрія з 31 липня. Належав до категорії ATP 250, був турніром серії Austrian Open Kitzbühel 2023 року.

## Фінальна частина

### Одиночний розряд
Себастьян Баес —  Домінік Тім 6–3, 6–1

### Парний розряд
Александер Ерлер /  Лукас Мідлер —  Ґонсало Ескобар /  Олександр Недовєсов 6–4, 6–4